# Néstor Montesdeoca Becerra
Dom Néstor Montesdeoca Becerra SDB (El Pan, 29 de abril de 1957) é prelado equatoriano da Igreja Católica Romana afiliado à Pia Sociedade de São Francisco de Sales. Atualmente, está à frente do Vicariato Apostólico de Méndez, no Equador.

## Biografia
Dom Néstor nasceu em El Pan, na província equatoriana de Azuay. Depois de ter realizado os estudos primários no local de origem, na escola Nicanor Corral, e os secundários no Colégio Salesiano Orientalista de Cuenca, de 1977 a 1980, frequentou os cursos institucionais de Filosofia no Instituto Superior Salesiano, na época anexo à Pontifícia Universidade Católica do Equador (hoje Universidade Politécnica Salesiana), onde completou a graduação em Ciências da Educação, com especialização em Psicopedagogia.
De 1977 a 1980, estudou Teologia em Roma, na Pontifícia Universidade Salesiana, completando a graduação. Frequentou também curso de Doutorado em Ciências Teológicas e Sagrada Escritura na mesma instituição.
Emitiu a profissão perpétua na Congregação Salesiana em 24 de maio de 1982 e foi ordenado sacerdote em 30 de agosto de 1986.
Depois da ordenação assumiu os seguintes encargos: Professor e Conselheiro no Instituto Superior Salesiano em Quito (1986-1988); Conselheiro no Colégio Salesiano Card. Spellman (1988-1992); Membro da Comunidade salesiana de Riobamba e Professor do Colégio Santo Tomás (1992-1993); Pároco da Missão de Limón, em Méndez, e encarregado da Pastoral juvenil do Liceu Salesiano (1993-1995); Formador e Vigário do Pós-noviciado salesiano em Quito, Docente na Universidade Politécnica Salesiana (1995-2000); Membro da comunidade salesiana El Girón e responsável pela Pastoral juvenil do Colégio Salesiano Card. Spellman em Quito (2000-2003); Diretor da Comunidade salesiana El Girón em Quito (2003-2006); Diretor da Comunidade salesiana de La Tola em Quito; Responsável pelas Unidades Educativas Card. Spellman e Don Bosco de la Tola e ainda do programa Chicos de la Calle em Quito (2006-2008).
Em 15 de abril de 2008, o Papa Bento XVI designou Becerra para assumir o Vicariato Apostólico de Méndez, em substituição ao seu confrade Dom Pietro Gabrielli, SDB, que renunciava ao cargo por atingir o limite etário canônico, entregando-lhe a sede titular episcopal de Celas da Mauritânia. Sua ordenação episcopal e posse ocorreu em 21 de junho seguinte, na Catedral da Virgem Puríssima em Macas, pelas mãos do então núncio apostólico no Equador, Dom Giacomo Guido Ottonello, tendo Dom Gabrielli, o bispo renunciante, e Dom Luis Antonio Sánchez Armijos, bispo de Tulcán, ambos salesianos, como co-consagrantes.
Dom Néstor participou da cerimônia de beatificação da Irmã Maria Troncatti, FMA, realizada na Catedral de Macas, em 24 de novembro de 2012, presidida pelo cardeal salesiano Dom Angelo Amato, então prefeito da Congregação para a Causa dos Santos, como delegado papal. Na ocasião, Dom Néstor leu, em nome da Igreja local, o pedido salesiano para a inscrição de Irmã Maria no elenco dos bem-aventurados.